# Taipei Suicide Story

Taipei Suicide Story (安眠旅舍, Anmian lushe) est un moyen métrage réalisé par Keff et sorti en 2020. Il a été présenté au Festival de Cannes de 2020 et est diffusé par MUBI

## Synopsis
Dans un hôtel dans lequel les gens viennent se suicider, le réceptionniste se lie avec une cliente qui n'a pas encore fait son choix. 

## Fiche technique
- Titre : Taipei Suicide Story
- Titre original : 安眠旅舍 (Anmian lushe)
- Réalisateur : Keff
- Directeur de la photographie : Tzu-Hao Kao
- Producteur : Amy Ma
- Durée : 45 minutes
- Dates de sortie
  -  France : 28 octobre 2020, Cinéfondation[4], Festival de Cannes 2020
  -  États-Unis : 
    - Février 2021, Slamdance Film Festival (en)
    - 13 mai 2021, CAAMFest[5]
    - 11 août 2021, Asian American International Film Festival (en)

  -  Canada : 10 novembre 2021, Toronto Reel Asian International Film Festival (en)

## Distribution
- Vivian Sung
- Tender Huang (zh)
- Chin-Yu Pan
- Ming-shiou Tsai

## Récompenses
- Slamdance Film Festival 2021 : Narrative Feature (Grand Jury Prize)

## Autour du film
- Dans le film, il est fait mention de gens se suicidant en faisant brûler du charbon, ce qui fait peut-être référence à ce fait divers[6] survenu en 2013 à Taïwan
- Le réalisateur est diplômé de la Tisch School of the Arts